# アディケス法
アディケス法（アディケスほう、Der Gesetzentwurf Betreffend Stadterweiterungen Und Zonenenteignungen, FrankfltanMain）は通称‘Lex Adickes”（Lexはラテン語で法律）と呼ばれる法律で、日本の土地区画整理手法の範ともなった現ドイツ、旧プロイセンにおける都市計画・開発制度。プロイセン耕地整理法を起源とし、1890-1912年にフランクフルト市長であったフランツ・アディケス（Franz Adickes/1846-1915）が1902年に制度化した。

## 概要
土地区画整理手法は耕地整理制度の準用から発展し、また、土地区画整理はそれまでにも世界の諸都市で行われた例があるが、普及させたのは1902年にフランクフルト市に導入されたこの制度によるとされる。都市拡張に際して理想的な街区を形成するため、いわゆる受益者負担制度で、街区開発により利益を得る者が開発費用を負担することで公平に売却又は賃貸し、行政的に土地区画整理を行えるようにした法律。アディケス自身は1877年にアルトナ市の参事、1883年にアルトナ市長となり、1890年にはフランクフルト市長に選ばれた行政家である。
日本では関東大震災での復興にあたって、当時の東京市長後藤新平らが紹介し活用した。日本の都市計画制度における区画整理手法も、アディケス法が発展したドイツ区画整理・都市計画制度の移植といった側面を持っていた。公共施設をどの程度設けるかに当たってについても参考にしている。それまでは明治32年に制定し明治42年に改定された耕地整理法を準用して旧都市計画法に組み込んで運用していた。

## 参考
- 日本建築学会編『近代日本建築学発達史』6編5章：関東大震災と復興事業、1972年
- ud.t.u-tokyo.ac.jp/works/w07/shiozawa.pdf